# Martin de Caldas
Martin de Caldas (fl. XIII-XIV secolo) è stato un xograr portoghese o galiziano, attivo dalla fine del XIII all'inizio del XIV secolo.
È autore di sette cantigas de amigo.